# Cruzeiro do Sul (Paranà)
Cruzeiro do Sul (Paranà), és un municipi de l'estat brasiler de Paraná. Té una superfície de 259.103 km². Té un clima subtropical humit. El 2020 la població estimada era de 4.449 habitants.

## Geografia
Cruzeiro do Sul és a l'estat de Paraná, Brasil. Té una superfície de 259.103 km². L'elevació sobre el nivell del mar és d'uns 465 m.

## Clima
El tipus de clima de Köppen és Cfa: Clima subtropical humit. La temperatura mitjana anual és 23°C. La precipitació mitjana anual és de 1,934 mm.

## Demografia
| 2000  | 2010  | 1r juliol 2020 | 1r juliol 2021 | 2022  |
| 4.759 | 4.563 | 4.449          | 4.430          | 4.494 |

La població al cens de 2010 era de 4.563 habitants. La població estimada el 2019 era de 4.469 habitants. La densitat de població el 2010 era 17,61 habitants/km². L'any 2010, el 98,5% de la població havia anat a l'escola entre els 6 i els 14 anys. També a partir del 2010, l'índex de desenvolupament humà municipal era de 0,713. Això es compara amb 0,437 el 1991 i 0,582 el 2000.
Al cens de 2010, la religió va ser declarada catòlica per 3.409 persones, evangèlica per 805 persones i animisme per 59 persones.
El 2017, el salari mitjà mensual dels treballadors formals era de 2,2 salaris mínims. Les persones ocupades formalment eren el 12,1% de la població total. Les llars amb ingressos mensuals de fins a la meitat del salari mínim per persona representen el 32,7% de la població.

## Finances municipals
| Despesa municipal compromesa per any: 5.000.000 10.000.000 15.000.000 20.000.000 2009 2013 2014 2015 2016 2017                                    |
| Ingressos municipals realitzats per any: 5.000.000 10.000.000 15.000.000 20.000.000 25.000.000 30.000.000 2006 2008 2009 2013 2014 2015 2016 2017 |

## Salut i sanejament
L'1,1% de les llars disposa d'un sanejament adequat, el 97,2% de les llars urbanes es troben a la via pública amb forestació i el 72,5% de les llars urbanes es troben a la via pública amb una urbanització adequada (presència de registre, vorera, vorera i vorera). Les hospitalitzacions anuals per diarrea són de 0 per cada 1.000 habitants.